# Giovanni Nuvoletti
Giovanni Nuvoletti Perdomini (Gazzuolo, 16 ottobre 1912 – Abano Terme, 4 aprile 2008) è stato uno scrittore, attore, personaggio televisivo e gastronomo italiano.

## Biografia
Figlio di un ingegnere, Gaetano Nuvoletti, e di Maria Marolli, appassionata di arte e musica, ebbe un'infanzia particolare poiché la madre fuggì di casa con Vezio Giannantoni, industriale della grande borghesia lombarda. Venne in seguito adottato dal conte Carlo Perdomini.
Nuvoletti si laureò in Giurisprudenza e in Scienze politiche; fu studioso del costume, esperto di galateo, gastronomia ed eleganza.
Già presidente dell'Accademia italiana della cucina, recitò in alcuni film accanto a Ugo Tognazzi e Alberto Sordi, con il quale rese probabilmente la sua più famosa interpretazione nel ruolo del primario chirurgo in Il prof. dott. Guido Tersilli primario della clinica Villa Celeste convenzionata con le mutue.
Tra le sue opere letterarie, il libro Gardenie e caviale (1968), i romanzi Un matrimonio mantovano (1972) ed  Un adulterio mantovano (1981), i saggi Vestire una bambina (1997), La cucina d'oro (1997), Istruzioni per un matrimonio: galateo per la cerimonia (2000) e, il più noto, Elogio della cravatta (1982).
Per la televisione curò per molto tempo la rubrica Le buone maniere ieri e oggi nell'Almanacco del giorno dopo sulla Rai. 
In prime nozze sposò Adriana Pellegrini, nota traduttrice, morta suicida il 30 dicembre 1966. Da lei ebbe la sua unica figlia, Giovanna. In seguito si unì in matrimonio con Clara Agnelli, ex moglie di Tassilo Fürstenberg e sorella di Gianni Agnelli.

## Filmografia

### Cinema
- Il prof. dott. Guido Tersilli primario della clinica Villa Celeste convenzionata con le mutue, regia di Luciano Salce (1969)
- Reazione a catena, regia di Mario Bava (1971)
- Le belve, regia di Giovanni Grimaldi (1971)

### Televisione
- FBI - Francesco Bertolazzi investigatore, regia di Ugo Tognazzi (1970)
- Almanacco del giorno dopo (fino al 1991)